# Eugène Tamburlini
Eugène Tamburlini, né, le 20 décembre 1930 à Arifates, village de la commune des Laubies, et mort le 25 octobre 1959 à Troyes, est un coureur cycliste professionnel français.

## Biographie
Eugène Tamburlini est né en 1930 aux Laubies (Lozère). Son père, d'origine italienne était venu en Lozère travailler sur le barrage de Charpal. Sa mère, elle, était originaire du village de Saint-Amans, non loin de Charpal. À l'âge de 20 ans, en 1950, Tamburlini s'expatrie à Paris où il devient peu à peu cycliste professionnel après une carrière amateur couronnée de quelques succès.
En 1954, il remporte l'une des plus belles victoires de sa carrière avec le Tour de Grande-Bretagne. L'année suivante, il passe professionnel sous les couleurs de l'équipe Gitane-Hutchinson. Il remporte alors le Circuit des Ardennes. 
L'année 1956, il est encore professionnel, avec l'équipe Rochet Dunlop. Il reste au sein de cette équipe encore une année, la saison suivante, mais avec le statut amateur. En 1958, il court en tant qu'indépendant, mais retrouve une équipe l'année d'après.
Ce coureur prometteur, surnommé « tambour » par Charly Gaul, se suicide en octobre 1959. Un hommage lui est rendu depuis 2008 sur les terres du Tour du Gévaudan. En effet une stèle en granit portant une plaque commémorative a été inaugurée en son souvenir le 9 septembre 2008, sur la commune des Laubies. De plus, à partir de cette date, un trophée en son nom est donné au meilleur coureur cycliste de Lozère.
Le maire des Laubies, Privat Rousset, a décidé d'organiser avec le club cyclotouriste de Mende une manifestation de cyclotourisme (1re édition en septembre 2009) en sa mémoire.

## Palmarès
- 1954
  - Tour de Grande-Bretagne :
    - Classement général
    - 8e étape

  - Tour de Champagne
  - 2e du championnat de France indépendants
- 1955
  - Circuit des Ardennes
  - Tour de la Manche
  - Grand Prix cycliste de Mende
  - Grand Prix des Amis du Cyclisme
- 1957
  - Tour de la Haute-Marne
  - Paris-Laon
- 1958
  - 1re étape du Circuit des Ardennes
  - 3e du Tour de Champagne